# K3 (Band)/Diskografie
Diese Diskografie ist eine Übersicht über die musikalischen Werke der flämisch-niederländischen Girlgroup K3. Den Schallplattenauszeichnungen zufolge hat sie bisher mehr als 2,4 Millionen Tonträger verkauft, davon alleine in ihrer Heimat über 1,4 Millionen. Ihre erfolgreichste Veröffentlichung ist das Album Alle kleuren mit über 310.000 verkauften Einheiten.

## Alben

### Studioalben
| Jahr | Titel                       | Höchstplatzierung, Gesamtwochen, AuszeichnungChartplatzierungen (Jahr, Titel, Platzierungen, Wochen, Auszeichnungen, Anmerkungen) | Höchstplatzierung, Gesamtwochen, AuszeichnungChartplatzierungen (Jahr, Titel, Platzierungen, Wochen, Auszeichnungen, Anmerkungen) | Anmerkungen                                                                |
| Jahr | Titel                       | NL | BEF | Anmerkungen                                                                |
| ---- | --------------------------- | --- | --- | -------------------------------------------------------------------------- |
| 1999 | Parels                      | NL— GoldNL | BEF2 ×3Dreifachplatin · (28 Wo.)BEF                                                                                               | Erstveröffentlichung: 4. Oktober 1999                                      |
| 2000 | Alle kleuren                | NL1 ×2Doppelplatin · (83 Wo.)NL                                                                                                   | BEF1 ×5Fünffachplatin · (78 Wo.)BEF                                                                                               | Erstveröffentlichung: 15. September 2000                                   |
| 2000 | Parels 2000                 | NL15 Platin · (94 Wo.)NL | BEF2 (36 Wo.)BEF | Erstveröffentlichung: 28. September 2000 Remixalbum                        |
| 2001 | Tele-Romeo                  | NL1 Platin · (56 Wo.)NL | BEF1 ×4Vierfachplatin · (64 Wo.)BEF                                                                                               | Erstveröffentlichung: 3. September 2001                                    |
| 2002 | Verliefd                    | NL1 ×2Doppelplatin · (34 Wo.)NL                                                                                                   | BEF1 ×2Doppelplatin · (21 Wo.)BEF                                                                                                 | Erstveröffentlichung: 9. September 2002                                    |
| 2003 | Oya lélé                    | NL1 Platin · (34 Wo.)NL | BEF1 Platin · (35 Wo.)BEF | Erstveröffentlichung: 5. September 2003                                    |
| 2004 | De wereld rond              | NL1 (33 Wo.)NL | BEF2 Gold · (23 Wo.)BEF | Erstveröffentlichung: 6. September 2004                                    |
| 2005 | Kuma hé                     | NL1 Gold · (40 Wo.)NL | BEF1 Gold · (27 Wo.)BEF | Erstveröffentlichung: 3. Oktober 2005                                      |
| 2006 | Ya ya yippee                | NL1 (39 Wo.)NL | BEF1 Platin · (27 Wo.)BEF | Erstveröffentlichung: 4. September 2006                                    |
| 2007 | Kusjes                      | NL2 (32 Wo.)NL | BEF4 Platin · (29 Wo.)BEF | Erstveröffentlichung: 19. Oktober 2007                                     |
| 2009 | MaMaSé                      | NL1 Platin · (106 Wo.)NL | BEF1 ×4Vierfachplatin · (111 Wo.)BEF                                                                                              | Erstveröffentlichung: 20. November 2009 bestverkauftes K3-Album in Belgien |
| 2011 | Eyo!                        | NL1 (45 Wo.)NL | BEF1 Platin · (48 Wo.)BEF | Erstveröffentlichung: 18. November 2011                                    |
| 2012 | Engeltjes                   | NL1 Platin · (46 Wo.)NL | BEF2 Platin · (45 Wo.)BEF | Erstveröffentlichung: 23. November 2012                                    |
| 2013 | Loko le!                    | NL4 (59 Wo.)NL | BEF4 Gold · (75 Wo.)BEF | Erstveröffentlichung: 22. November 2013                                    |
| 2015 | 10.000 luchtballonen        | NL2 (75 Wo.)NL | BEF1 ×8Achtfachplatin · (185 Wo.)BEF                                                                                              | Erstveröffentlichung: 18. Dezember 2015                                    |
| 2016 | Ushuaia                     | NL3 (57 Wo.)NL | BEF1 ×4Vierfachplatin · (86 Wo.)BEF                                                                                               | Erstveröffentlichung: 11. November 2016                                    |
| 2017 | Love Cruise                 | NL4 (20 Wo.)NL | BEF1 ×2Doppelplatin · (77 Wo.)BEF                                                                                                 | Erstveröffentlichung: 17. November 2017                                    |
| 2018 | Roller disco                | NL3 (16 Wo.)NL | BEF1 ×2Doppelplatin · (58 Wo.)BEF                                                                                                 | Erstveröffentlichung: 16. November 2018                                    |
| 2019 | Dromen                      | NL3 (10 Wo.)NL | BEF1 Platin · (77 Wo.)BEF | Erstveröffentlichung: 15. November 2019                                    |
| 2020 | Dans van de farao           | NL5 (8 Wo.)NL | BEF1 Gold · (63 Wo.)BEF | Erstveröffentlichung: 13. November 2020                                    |
| 2021 | Waterval                    | NL2 (24 Wo.)NL | BEF1 (94 Wo.)BEF | Erstveröffentlichung: 17. Dezember 2021                                    |
| 2022 | Vleugels                    | NL2 (9 Wo.)NL | BEF1 (48 Wo.)BEF | Erstveröffentlichung: 18. November 2022                                    |
| 2023 | De 3 biggetjes - De Musical | NL6 (2 Wo.)NL | BEF1 (42 Wo.)BEF | Erstveröffentlichung: 17. November 2023                                    |
| 2024 | Het lied van de zeemeermin  | NL11 (… Wo.)NL | BEF1 (… Wo.)BEF | Erstveröffentlichung: 22. November 2024                                    |

### Livealben
| Jahr | Titel             | Höchstplatzierung, Gesamtwochen, AuszeichnungChartplatzierungen (Jahr, Titel, Platzierungen, Wochen, Auszeichnungen, Anmerkungen) | Höchstplatzierung, Gesamtwochen, AuszeichnungChartplatzierungen (Jahr, Titel, Platzierungen, Wochen, Auszeichnungen, Anmerkungen) | Anmerkungen                        |
| Jahr | Titel             | NL | BEF | Anmerkungen                        |
| ---- | ----------------- | --- | --- | ---------------------------------- |
| 2022 | Kom erbij! – Live | NL6 (1 Wo.)NL | BEF3 (35 Wo.)BEF | Erstveröffentlichung: 20. Mai 2022 |

### Kompilationen
| Jahr | Titel                               | Höchstplatzierung, Gesamtwochen, AuszeichnungChartplatzierungen (Jahr, Titel, Platzierungen, Wochen, Auszeichnungen, Anmerkungen) | Höchstplatzierung, Gesamtwochen, AuszeichnungChartplatzierungen (Jahr, Titel, Platzierungen, Wochen, Auszeichnungen, Anmerkungen) | Anmerkungen                          |
| Jahr | Titel                               | NL | BEF | Anmerkungen                          |
| ---- | ----------------------------------- | --- | --- | ------------------------------------ |
| 2001 | 30 hits in 1 box                    | NL52 (20 Wo.)NL | BEF— GoldBEF |                                      |
| 2004 | 5 jaar – hun grootste hits!         | NL13 Gold · (45 Wo.)NL | BEF3 Platin · (28 Wo.)BEF | Erstveröffentlichung: 15. März 2004  |
| 2008 | Vakantiehits                        | NL92 (1 Wo.)NL | BEF— GoldBEF | Erstveröffentlichung: 6. Juni 2008   |
| 2009 | Vakantiehits 2                      | NL57 (13 Wo.)NL | — | Erstveröffentlichung: 1. Juni 2009   |
| 2013 | 15 jaar – De 60 grootste hits!      | NL26 (55 Wo.)NL | BEF4 Gold · (97 Wo.)BEF | Erstveröffentlichung: 29. April 2013 |
| 2015 | Het Beste van K3                    | — | — | Erstveröffentlichung: 19. Juni 2015  |
| 2020 | K3 Toppers                          | NL45 (1 Wo.)NL | BEF9 (51 Wo.)BEF | Erstveröffentlichung: 6. März 2020   |
| 2023 | Grootste hits van 25 jaar K3 Vol. 1 | — | BEF90 (1 Wo.)BEF | Erstveröffentlichung: 22. April 2023 |
| 2023 | Grootste hits van 25 jaar K3 Vol. 2 | — | BEF92 (1 Wo.)BEF | Erstveröffentlichung: 22. April 2023 |
| 2023 | Grootste hits van 25 jaar K3        | NL15 (1 Wo.)NL | BEF2 (29 Wo.)BEF | Erstveröffentlichung: 26. Mai 2023   |
| 2024 | Zomerhits                           | — | BEF5 (… Wo.)BEF | Erstveröffentlichung: 28. Juni 2024  |

### Musicalalben
| Jahr | Titel               | Höchstplatzierung, Gesamtwochen, AuszeichnungChartplatzierungen (Jahr, Titel, Platzierungen, Wochen, Auszeichnungen, Anmerkungen) | Höchstplatzierung, Gesamtwochen, AuszeichnungChartplatzierungen (Jahr, Titel, Platzierungen, Wochen, Auszeichnungen, Anmerkungen) | Anmerkungen                         |
| Jahr | Titel               | NL | BEF | Anmerkungen                         |
| ---- | ------------------- | --- | --- | ----------------------------------- |
| 2000 | Dornroosje          | — | BEF4 (12 Wo.)BEF |                                     |
| 2001 | De drie biggetjes   | — | BEF2 (34 Wo.)BEF |                                     |
| 2011 | Alice in Wonderland | NL4 (33 Wo.)NL | BEF6 Platin · (43 Wo.)BEF | Erstveröffentlichung: 28. März 2011 |

## Singles
| Jahr | Titel Album                                          | Höchstplatzierung, Gesamtwochen, AuszeichnungChartplatzierungen (Jahr, Titel, Album, Platzierungen, Wochen, Auszeichnungen, Anmerkungen) | Höchstplatzierung, Gesamtwochen, AuszeichnungChartplatzierungen (Jahr, Titel, Album, Platzierungen, Wochen, Auszeichnungen, Anmerkungen) | Anmerkungen                                                                               |
| Jahr | Titel Album                                          | NL | BEF | Anmerkungen                                                                               |
| ---- | ---------------------------------------------------- | --- | --- | ----------------------------------------------------------------------------------------- |
| 1999 | Heyah mama Parels                                    | NL18 (14 Wo.)NL | BEF2 Platin · (25 Wo.)BEF | Erstveröffentlichung: 9. April 1999                                                       |
| 1999 | Yeke yeke Parels                                     | — | BEF4 Gold · (12 Wo.)BEF | Erstveröffentlichung: 27. August 1999                                                     |
| 1999 | I Love You Baby Parels                               | — | BEF11 (16 Wo.)BEF | Erstveröffentlichung: 12. November 1999                                                   |
| 2000 | Op elkaar (remix 2000) Parels 2000                   | — | BEF40 (5 Wo.)BEF | Erstveröffentlichung: 10. März 2000                                                       |
| 2000 | Alle kleuren                                         | — | BEF2 Platin · (19 Wo.)BEF | Erstveröffentlichung: 23. Juni 2000                                                       |
| 2000 | Yippee yippee Alle kleuren                           | — | BEF13 (10 Wo.)BEF | Erstveröffentlichung: 29. September 2000                                                  |
| 2000 | Oma’s aan de top Alle kleuren                        | — | BEF4 Gold · (14 Wo.)BEF | Erstveröffentlichung: 1. Dezember 2000                                                    |
| 2001 | Hippie shake Alle kleuren                            | — | BEF22 (10 Wo.)BEF |                                                                                           |
| 2001 | Tele-Romeo / Blub, ik ben een vis! Tele-Romeo        | — | BEF1 ×2Doppelplatin · (20 Wo.)BEF | Erstveröffentlichung: 8. Juni 2001                                                        |
| 2001 | Blub, ik ben een vis! / Oma’s aan de top Tele-Romeo  | NL18 (10 Wo.)NL | — |                                                                                           |
| 2001 | Mama’s en papa’s Tele-Romeo                          | — | BEF18 (10 Wo.)BEF | Erstveröffentlichung: 15. September 2001                                                  |
| 2001 | Je hebt een vriend Tele-Romeo                        | — | BEF20 (10 Wo.)BEF |                                                                                           |
| 2002 | Toveren Tele-Romeo                                   | NL3 Gold · (11 Wo.)NL | BEF3 Platin · (15 Wo.)BEF | Erstveröffentlichung: 15. Februar 2002                                                    |
| 2002 | Feest Verliefd                                       | NL8 (7 Wo.)NL | BEF7 Gold · (15 Wo.)BEF | Erstveröffentlichung: 14. Juni 2002                                                       |
| 2002 | Papapa Verliefd                                      | — | BEF13 (11 Wo.)BEF |                                                                                           |
| 2002 | Verliefd                                             | — | BEF18 (9 Wo.)BEF |                                                                                           |
| 2003 | De 3 biggetjes Oya lélé                              | NL21 (7 Wo.)NL | BEF5 (15 Wo.)BEF |                                                                                           |
| 2003 | Oya lélé                                             | NL9 (18 Wo.)NL | BEF2 Platin · (21 Wo.)BEF | Erstveröffentlichung: 13. Juni 2003                                                       |
| 2003 | Frans liedje Oya lélé                                | — | BEF21 (11 Wo.)BEF |                                                                                           |
| 2004 | Hart verloren Oya lélé                               | — | BEF30 (8 Wo.)BEF |                                                                                           |
| 2004 | Liefdeskapitein De wereld rond                       | NL4 (12 Wo.)NL | BEF8 (14 Wo.)BEF |                                                                                           |
| 2004 | Superhero De wereld rond                             | — | BEF16 (8 Wo.)BEF |                                                                                           |
| 2005 | Kuma he Kuma He                                      | NL2 (9 Wo.)NL | BEF2 Gold · (20 Wo.)BEF | Erstveröffentlichung: 24. Juni 2005                                                       |
| 2005 | Borst vooruit Kuma He                                | NL31 (4 Wo.)NL | BEF13 (6 Wo.)BEF |                                                                                           |
| 2006 | Ya ya yippee                                         | NL25 (3 Wo.)NL | BEF3 Gold · (23 Wo.)BEF | Erstveröffentlichung: 9. Juni 2006                                                        |
| 2006 | Dokter dokter Ya ya yippee                           | — | BEF28 (9 Wo.)BEF |                                                                                           |
| 2007 | Kusjesdag Kusjes                                     | NL7 (7 Wo.)NL | BEF7 Gold · (23 Wo.)BEF | Erstveröffentlichung: 25. Juni 2007                                                       |
| 2008 | Je mama ziet je graag Kusjes                         | — | BEF38 (2 Wo.)BEF | Erstveröffentlichung: 25. Februar 2008                                                    |
| 2008 | De revolutie! MaMaSé!                                | — | BEF14 (9 Wo.)BEF | Erstveröffentlichung: 9. Juni 2008 letzte Single mit Kathleen Aerts                       |
| 2009 | MaMaSé!                                              | NL2 Platin · (10 Wo.)NL | BEF1 Gold · (15 Wo.)BEF | Erstveröffentlichung: 19. Oktober 2009 erste Single mit Josje Huisman                     |
| 2009 | De politie MaMaSé!                                   | — | BEF43 (1 Wo.)BEF |                                                                                           |
| 2010 | Hallo K3 Eyo!                                        | — | BEF2 (11 Wo.)BEF | Erstveröffentlichung: 18. September 2010                                                  |
| 2011 | Alice in Wonderland Alice in Wonderland – de Musical | — | BEF7 (6 Wo.)BEF | Erstveröffentlichung: 14. Februar 2011                                                    |
| 2011 | Eyo!                                                 | — | BEF11 (7 Wo.)BEF | Erstveröffentlichung: 31. Oktober 2011                                                    |
| 2012 | Waar zijn die engeltjes Engeltjes                    | — | BEF16 (8 Wo.)BEF | Erstveröffentlichung: 18. Juni 2012                                                       |
| 2015 | K3 Loves You –                                       | — | BEF14 (6 Wo.)BEF | Erstveröffentlichung: 3. April 2015 letzte Single mit Karen, Kristel und Josje als K3     |
| 2015 | Eyo! (Dauwe & Vancoillie Remix) –                    | — | BEF2 (5 Wo.)BEF | Erstveröffentlichung: 26. Oktober 2015 Original: 2011                                     |
| 2015 | 10.000 luchtballonnen                                | — | BEF1 Platin · (12 Wo.)BEF | Erstveröffentlichung: 13. November 2015 erste Single mit Hanne, Marthe und Klaasje als K3 |
| 2015 | Kus van de juf 10.000 luchtballonnen                 | — | BEF39 (1 Wo.)BEF | Charteinstieg: 26. Dezember 2015 Erstveröffentlichung: 8. April 2016                      |
| 2015 | Als het binnenregent 10.000 luchtballonnen           | — | BEF24 (2 Wo.)BEF | Charteinstieg: 26. Dezember 2015 Erstveröffentlichung: 15. April 2016                     |
| 2015 | Kusjessoldaten 10.000 luchtballonnen                 | — | BEF48 (1 Wo.)BEF | Charteinstieg: 26. Dezember 2015 Erstveröffentlichung: 22. April 2016                     |
| 2015 | Jij bent de bom! 10.000 luchtballonnen               | — | BEF31 (1 Wo.)BEF | Charteinstieg: 26. Dezember 2015 Erstveröffentlichung: 29. April 2016                     |
| 2016 | Ushuaia                                              | — | BEF34 (1 Wo.)BEF | Erstveröffentlichung: 3. Juni 2016                                                        |
| 2017 | Pina Colada Love Cruise                              | — | BEF49 (1 Wo.)BEF | Erstveröffentlichung: 9. Juni 2017                                                        |
| 2021 | Waterval                                             | — | BEF1 (14 Wo.)BEF | Erstveröffentlichung: 27. November 2021                                                   |
| 2025 | Goden –                                              | — | BEF40 (… Wo.)BEF | Erstveröffentlichung: 5. Juni 2025                                                        |

Weitere Singles
- 1998: Wat ik wil
- 2004: Zou er iemand zijn op Mars?
- 2013: Koning Willem-Alexander
- 2013: Zeg eens AAA
- 2013: Parapluutje
- 2013: Eya hoya!
- 2013: Loko le
- 2014: Drums gaan boem
- 2014: En ik dans
- 2014: K3 kan het!

## Videoalben
- 2003: Toveren Tour (NL: Gold)
- 2003: In Wonderland (NL: Gold)
- 2003: In de Ardennen (NL: Gold)
- 2004: 5 jaar (BE: Gold)
- 2006: In Ahoy’ (BE: Gold)
- 2009: MaMaSé! Show (BE: Platin)
- 2010: K3 en het wensspel (BE: Gold)
- 2011: Alice in Wonderland - de musical (BE: Platin)
- 2011: De Wondermachine - Show (BE: Gold)

## Statistik

### Chartauswertung
|                     | NL     | BEF      |
| ------------------- | ------ | -------- |
| Nummer-eins-Alben   | NL10NL | BEF19BEF |
| Top-10-Alben        | NL23NL | BEF32BEF |
| Alben in den Charts | NL32NL | BEF35BEF |

|                       | NL     | BEF      |
| --------------------- | ------ | -------- |
| Nummer-eins-Singles   | NL—NL  | BEF4BEF  |
| Top-10-Singles        | NL7NL  | BEF19BEF |
| Singles in den Charts | NL12NL | BEF45BEF |

### Auszeichnungen für Musikverkäufe
Anmerkung: Auszeichnungen in Ländern aus den Charttabellen bzw. Chartboxen sind in ebendiesen zu finden.
| Land/RegionAuszeichnungen für Musikverkäufe (Land/Region, Auszeichnungen, Verkäufe, Quellen) | Gold       | Platin       | Verkäufe  | Quellen     |
| -------------------------------------------------------------------------------------------- | ---------- | ------------ | --------- | ----------- |
| Belgien (BRMA)                                                                               | 18× Gold18 | 51× Platin51 | 1.486.000 | ultratop.be |
| Niederlande (NVPI)                                                                           | 7× Gold7   | 10× Platin10 | 960.000   | nvpi.nl     |
| Insgesamt                                                                                    | 25× Gold25 | 61× Platin61 |           |             |